# 浄林寺

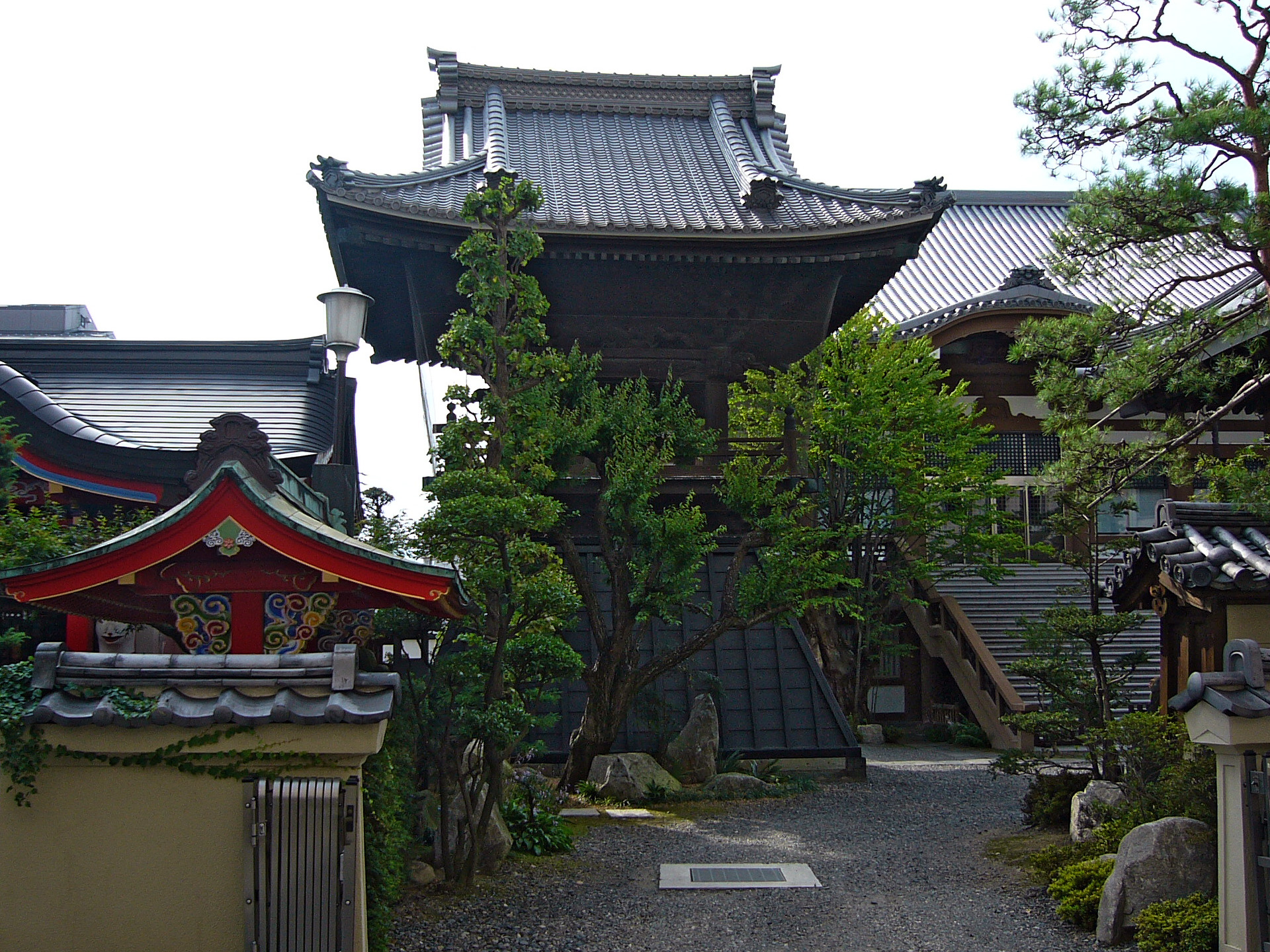
鐘楼

浄林寺（じょうりんじ）は、長野県松本市中央にある浄土宗の寺院。山号・院号は清水山華厳院。本尊は阿弥陀如来。

## 歴史
創建当初は信濃国筑摩郡林村（現・松本市里山辺林）の地にあった林城の西側に沿って建てられた（山の西側に浄林寺跡などの呼び名がのこっている他、現在は跡地に石碑を建立）。その時の隣寺として現在も残っているのは広沢寺（龍雲山廣澤寺）である。
山号・院号の清水山華厳院は、華厳宗の寺であったことを示す。14世紀に浄土宗に改宗。林城落城後に焼失したと記録があり、戦国時代末期に松本藩主石川数正の命により女鳥羽川近くに移転するが、詳しい年代は不明。
石川康長の代に菩提寺として石川数正の御霊社を祀っていたが、江戸時代の伊勢町の火事により焼失。その後藩主となった小笠原秀政は寺領10石を寄進している。
現在は松本城下の伊勢町の中程の沿いに位置しているが、以前は現在より東側にも寺域があり、松本藩主戸田家（戸田松平家）の菩提寺であった全久院（ただし松本市深志三丁目にある現在の全久院は廃仏毀釈以前の全久院を再建した寺院であり異なる）の西側に隣接していた。
江戸時代には、末寺として浄雲寺（松本市取出）、慶林寺（同市笹賀）、常照寺（同市村井町）、善立寺（塩尻市）を持つ松本地方の大寺であった。
廃仏毀釈により明治5年（1872年）廃寺となり、その際の建物は一部は旧開智小学校の前身として使用された。
その後、旧開智小学校の隣にかつての観音堂を本堂とし再興された。境内に瘡守稲荷神社が鎮座する。

## 文化財
- 山門 – 市指定重要有形文化財。元禄時代の建造といわれており、松本市内の寺院の中でも古い。
- 鐘楼 – 1845年（弘化2年）の建立で、立川流の作である。龍の彫刻は、原田倖三郎、倖三父子の作といわれる。

## 交通アクセス
- JR東日本松本駅から徒歩約10分

## 周辺
- 松本城
- 瘡守稲荷神社
- 松本市時計博物館
- 四柱神社

### 里山辺・神田周辺
- 千鹿頭山
- 千鹿頭池
- 自性院